# Soceulia
Soceulia is een geslacht van kreeftachtigen uit de klasse van de Malacostraca (hogere kreeftachtigen).

## Soorten
- Soceulia alainia Galil, 2006
- Soceulia brunnea (Miers, 1877)
- Soceulia major (Chen & Ng, 2003)
- Soceulia marmorea (Bell, 1855)